# Benno Geiger (Keramiker)

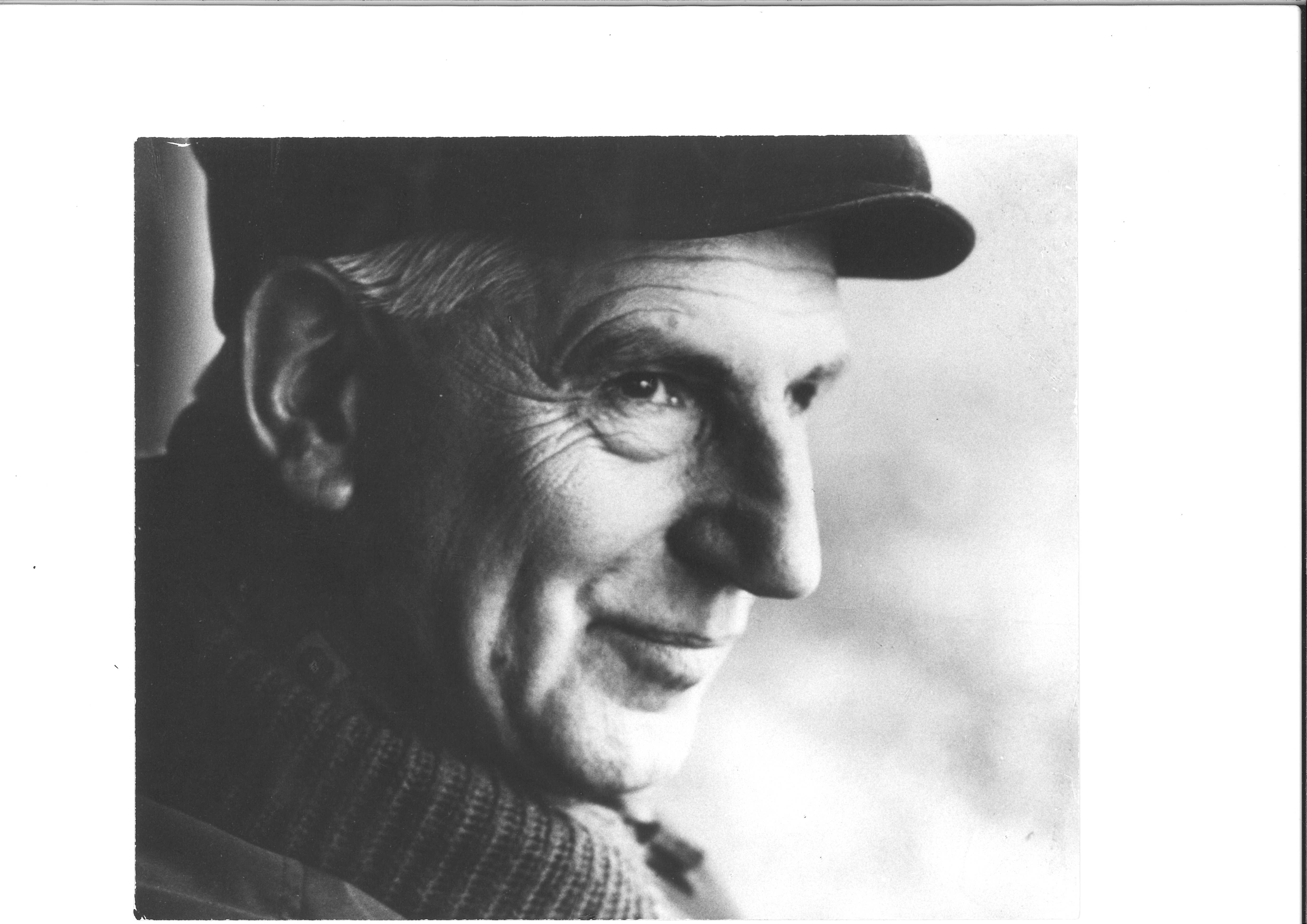
Benno Geiger, ca. 1965

Benno Geiger (* 5. August 1903 in Engelberg; † 21. Oktober 1979 in Bern) war ein Schweizer Keramiker.

## Biografie
Benno Geiger, Sohn des Elfenbeinschnitzers und Bildhauers Wilhelm Geiger (1869–1945) und der Marie Geiger-Auinger (1868–1949), wuchs in Paradiso bei Lugano auf. 1920 bis 1922 war er der erste Lehrling des Keramikers Heinrich Meister in Stettbach (Dübendorf). 1925 bis 1927 studierte er an der Kunstgewerbeschule des Österreichischen Museums für Kunst und Industrie in Wien, u. a. bei Michael Powolny. 1928 bis 1933 war Geiger Abteilungsleiter moderne Keramik in der Wiener Manufaktur Friedrich Goldscheider. Nach einem Studienaufenthalt (1933/34) in Paris kehrte Benno Geiger in der Schweiz zurück und wurde Leiter der kunstkeramischen Abteilung der Tonwarenfabrik in Aedermannsdorf. 1941 wurde er zum Leiter der Keramischen Fachschule Bern gewählt. Bis zu seiner Pensionierung 1969 prägte er als Fachlehrer eine ganze Generation Schweizer Keramiker. 1959 gehörte Geiger zu den Gründungsmitgliedern der Arbeitsgemeinschaft Schweizerischer Keramiker.

## Werke
Benno Geigers Werke umfassen vor allem Figuren und Gefässe. Das Keramikmuseum Matzendorf verfügt über eine ständige Ausstellung seiner Werke. Auch das Schweizerische Nationalmuseum besitzt ausgewählte Werke. An der katholischen Kirche St. Franziskus in Zollikofen (BE) ist ein von Benno Geiger geschaffener, 14-teiliger Kreuzweg, bestehend aus keramischen Platten, angebracht.

## Ausstellungen
- 1955: Cannes. Éxposition internationale de céramique. Silbermedaille.
- 1960: Zürich. Die Keramische Fachschule Bern und ihre Schüler.
- 1967: Bern. 25 Jahre Keramische Fachschule.
- 1991: Aedermannsdorf/Solothurn: Benno Geiger (1903–1979).
- 2019: Matzendorf. Sonderausstellung Benno Geiger.

## Publikationen
- Keramisches ABC. Peter Lang, Bern 1947, ISBN 978-3-26100658-5.
- Keramisches Gestalten. Paul Haupt, Bern 1957, ISBN 978-3-93648908-8.